# Amphistichus rhodoterus
Amphistichus rhodoterus és una espècie de peix pertanyent a la família dels embiotòcids. Va ser descrit el 1854 per Jean Louis Rodolphe Agassiz.

## Descripció
- Pot arribar a fer 41 cm de llargària màxima.
- 9-10 espines i 25-28 radis tous a l'aleta dorsal i 3 espines i 28-31 radis tous a l'anal.
- Aleta caudal bifurcada.
- Flancs amb una sèrie de 9-11 franges fosques verticals i estretes.
- Aletes caudal i anal vermelles.[1][2][3]

És un peix d'aigua marina i salabrosa, demersal i de clima temperat (51°N-37°N) que viu fins als set metres de fondària.

## Distribució geogràfica
Es troba al Pacífic oriental, des de l'illa de Vancouver (la Colúmbia Britànica, el Canadà) fins a Avila Beach (costes centrals de Califòrnia, els Estats Units).
És inofensiu per als humans i la seua esperança de vida és de nou anys.